# Supercoppa UEFA 2019
La Supercoppa UEFA 2019 è stata la 44ª edizione della Supercoppa UEFA e si è disputata il 14 agosto 2019 alla Vodafone Arena di Istanbul, in Turchia. A contendersi il trofeo sono stati il Liverpool, vincitore della UEFA Champions League 2018-2019 e il Chelsea, vincitore della UEFA Europa League 2018-2019, nella prima finale di Supercoppa UEFA che ha visto affrontarsi due squadre inglesi (a seguito di entrambe le finali di coppa con tutte squadre inglesi).
L'incontro è stato diretto dalla francese Stéphanie Frappart: per la prima volta nella storia delle competizioni maschili UEFA, una finale è stata diretta da un arbitro donna.
A conquistare il trofeo è stato il Liverpool dopo i tiri di rigore, al quarto successo nella manifestazione.

## Partecipanti
| Squadre   | Qualificazione                                   | Partecipazioni precedenti (il grassetto indica la vittoria) |
| --------- | ------------------------------------------------ | ----------------------------------------------------------- |
| Liverpool | Vincitrice della UEFA Champions League 2018-2019 | 5 (1977, 1978, 1984, 2001, 2005)                            |
| Chelsea   | Vincitrice della UEFA Europa League 2018-2019    | 3 (1998, 2012, 2013)                                        |

## La partita
La prima azione della gara è del Liverpool: Mohamed Salah, dopo aver raccolto un passaggio profondo di Alex Oxlade-Chamberlain, si invola verso l'area del Chelsea e con un tiro di punta mancina tenta di superare Kepa Arrizabalaga, che tuttavia respinge la conclusione dell'attaccante egiziano. Dopo un quarto di partita, i Blues reagiscono e scheggiano la traversa con Pedro. Dopo 36' di gioco il Chelsea passa in vantaggio: Olivier Giroud supera Adrián con un preciso diagonale sinistro, finalizzando un'ottima imbeccata di Christian Pulisic, chiudendo così il primo tempo in vantaggio.
In avvio di ripresa il Liverpool trova il pareggio: al 48' Fabinho serve Roberto Firmino (subentrato a Oxlade-Chamberlain), questi appoggia in mezzo all'area per Sadio Mané che, in due tentativi, trova la rete del pareggio. I Reds macinano gioco e vanno vicini alla rimonta, ma il tiro di Jordan Henderson viene respinto da un attento Kepa. Nell'ultimo quarto d'ora del secondo tempo, il Liverpool ha due clamorose occasioni per portarsi in vantaggio: un diagonale sinistro di Salah, parato da Kepa, e la successiva ribattuta a rete di Virgil van Dijk, la quale viene respinta sulla traversa da uno strepitoso riflesso del portiere dei Blues.

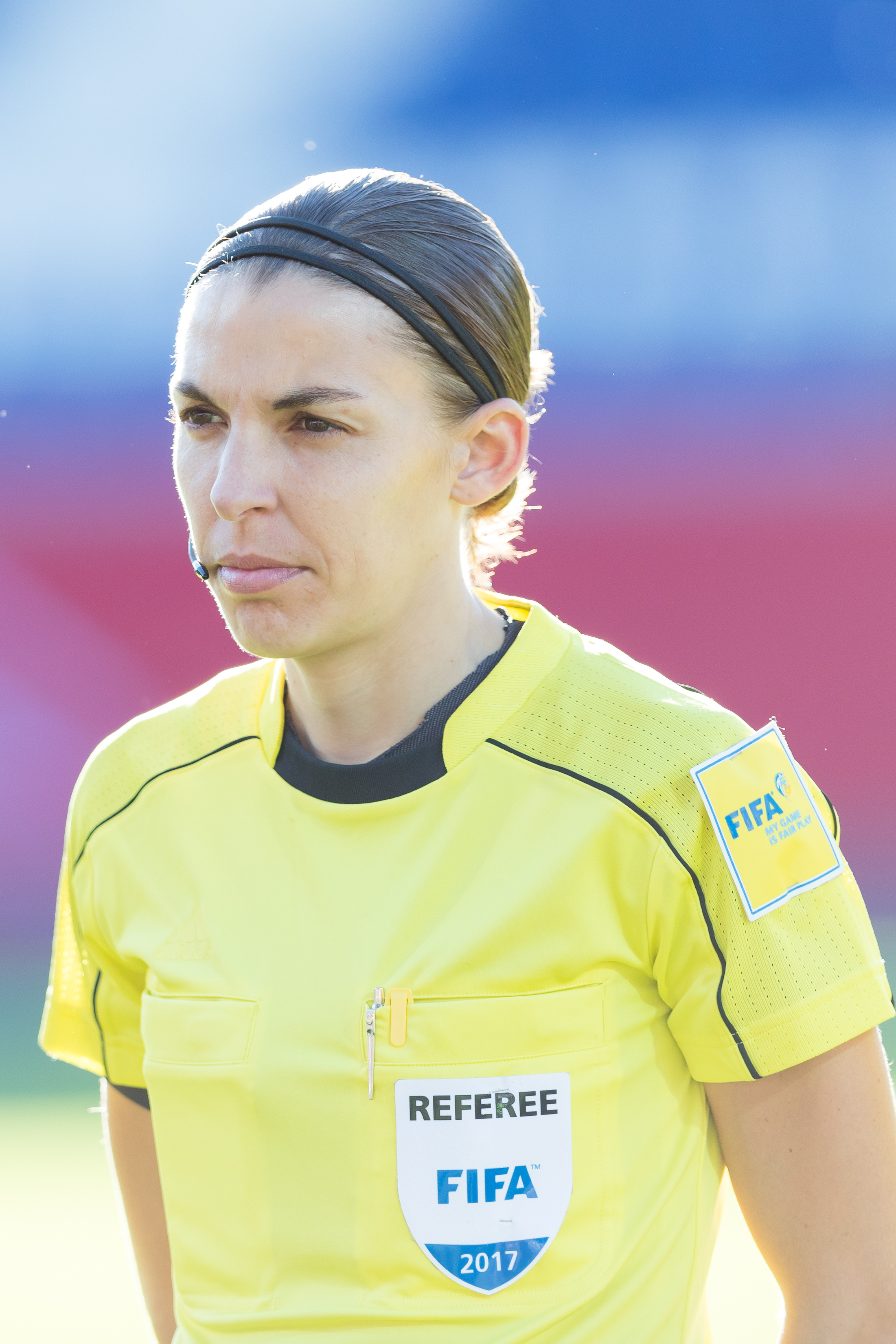
Stéphanie Frappart, primo arbitro donna a dirigere una finale per competizioni UEFA.

In seguito all'1-1 maturato nei tempi regolamentari, il confronto si dilunga ai supplementari: al 95' i Reds trovano il 2-1 con la potente conclusione ravvicinata di Mané che, servito da Firmino, aggira la difesa dei Blues e firma la doppietta personale. Il Chelsea non si arrende e, con insistenza, si spinge in avanti riuscendo ad ottenere un calcio di rigore: Adrián colpisce involontariamente Tammy Abraham (subentrato a Giroud) in uscita, regalando così ai Blues l'opportunità di rientrare in partita. Al 101' Jorginho supera con freddezza l'estremo difensore dei Reds dagli undici metri, ristabilendo la totale parità. Negli ultimi minuti del secondo tempo supplementare Abraham ha la possibilità di portare il Chelsea in vantaggio, ma la sua deviazione sotto porta non inquadra lo specchio della rete: la gara termina sul 2-2, protraendosi dunque ai tiri di rigore.
Entrambe le squadre trasformano i loro primi quattro penalty: per il Liverpool vanno a segno Firmino, Fabinho, Divock Origi e Alexander-Arnold; per il Chelsea realizzano Jorginho, Ross Barkley, Mason Mount ed Emerson Palmieri. Salah trasforma poi il quinto rigore dei Reds, mentre Abraham si fa respingere il proprio tiro da Adrián, che permette al Liverpool di vincere la quarta Supercoppa UEFA della propria storia.

## Tabellino
| Arbitro: | Stéphanie Frappart |

|                                              |                      |                                                 |
| Mané 48’, 95’                                | Marcatori            | 36’ Giroud 101’ (rig.) Jorginho                 |
| Firmino Fabinho Origi Alexander-Arnold Salah | Tiri di rigore 5 – 4 | Jorginho Barkley Mount Emerson Palmieri Abraham |

| Liverpool | Chelsea |

| P               | 13 | Adrián                  |      |      |
| D               | 12 | Joe Gomez               |      |      |
| D               | 32 | Joël Matip              |      |      |
| D               | 4  | Virgil van Dijk         |      |      |
| D               | 26 | Andrew Robertson        |      | 91’  |
| C               | 7  | James Milner            |      | 64’  |
| C               | 3  | Fabinho                 |      |      |
| C               | 14 | Jordan Henderson        | 85’  |      |
| A               | 15 | Alex Oxlade-Chamberlain |      | 46’  |
| A               | 11 | Mohamed Salah           |      |      |
| A               | 10 | Sadio Mané              |      | 103’ |
| A disposizione: |    |                         |      |      |
| P               | 22 | Andrew Lonergan         |      |      |
| P               | 62 | Caoimhín Kelleher       |      |      |
| D               | 51 | Ki-Jana Hoever          |      |      |
| D               | 66 | Trent Alexander-Arnold  | 107’ | 91’  |
| C               | 5  | Georginio Wijnaldum     |      | 64’  |
| C               | 20 | Adam Lallana            |      |      |
| C               | 23 | Xherdan Shaqiri         |      |      |
| C               | 67 | Harvey Elliott          |      |      |
| A               | 9  | Roberto Firmino         |      | 46’  |
| A               | 24 | Rhian Brewster          |      |      |
| A               | 27 | Divock Origi            |      | 103’ |
| Allenatore:     |    |                         |      |      |
| Jürgen Klopp    |    |                         |      |      |

| P               | 1  | Kepa Arrizabalaga   |     |      |
| D               | 28 | César Azpilicueta   | 79’ |      |
| D               | 15 | Kurt Zouma          |     |      |
| D               | 4  | Andreas Christensen |     | 85’  |
| D               | 33 | Emerson Palmieri    |     |      |
| C               | 5  | Jorginho            |     |      |
| C               | 7  | N'Golo Kanté        |     |      |
| C               | 17 | Mateo Kovačić       |     | 101’ |
| A               | 22 | Christian Pulisic   |     | 74’  |
| A               | 18 | Olivier Giroud      |     | 74’  |
| A               | 11 | Pedro               |     |      |
| A disposizione: |    |                     |     |      |
| P               | 13 | Willy Caballero     |     |      |
| D               | 2  | Antonio Rüdiger     |     |      |
| D               | 3  | Marcos Alonso       |     |      |
| D               | 21 | Davide Zappacosta   |     |      |
| D               | 29 | Fikayo Tomori       |     | 85’  |
| C               | 8  | Ross Barkley        |     | 101’ |
| C               | 19 | Mason Mount         |     | 74’  |
| C               | 47 | Billy Gilmour       |     |      |
| A               | 9  | Tammy Abraham       |     | 74’  |
| A               | 10 | Willian             |     |      |
| A               | 16 | Kenedy              |     |      |
| A               | 23 | Michy Batshuayi     |     |      |
| Allenatore:     |    |                     |     |      |
| Frank Lampard   |    |                     |     |      |